# Brynteg
Brynteg är en by i community Llanfair-Mathafarn-Eithaf, på ön Anglesey, i kommunen Isle of Anglesey, i Wales. Byn är belägen 12 km från Beaumaris. Byn hade 506 invånare år 2021.